# جنگ داخلی سری‌لانکا
جنگ داخلی سری‌لانکا (سینهالی: ශ්‍රී ලංකාවේ සිවිල් යුද්ධය؛ تامیلی: இலங்கை உள்நாட்டுப் போர்) یک جنگ داخلی در سری‌لانکا از سال ۱۹۸۳ تا ۲۰۰۹ بود. این جنگ در ۲۳ ژوئیه ۱۹۸۳ با شورش‌های نوبتی علیه دولت توسط ببرهای تامیل به رهبری ولوپیلای پرابهاکاران آغاز شد. ببرهای تامیل برای استقلال کشور تامیل‌ها به نام تامیا ایلم در شمال-شرق کشور می‌جنگیدند. این تلاش‌ها به دلیل تبعیض‌های پیوسته و آزار و اذیت شدید علیه تامیل‌های سری‌لانکایی توسط قوم غالب سینهالی بود.